# Gerardo Cortés
Gerardo Cortés, född 17 maj 1988, är en chilensk fotbollsspelare. Han spelar som mittfältare i Deportes La Serena och kallas El Cañon.